# Chapman & Hall
Chapman & Hall est une maison d'édition britannique de Londres, fondée dans la première moitié du XIXe siècle par Edward Chapman et William Hall. Après le décès de W. Hall en 1847, le cousin d'Edward Chapman, Frederic Chapman, devint associé dans l'entreprise, qu'il dirigea ensuite seul à la retraite d'Edward Chapman en 1864. En 1868, le romancier Anthony Trollope acheta un tiers de l'entreprise pour son fils, Henry Merivale Trollope. De 1902 à 1930, l'entreprise fut dirigée par Arthur Waugh, le père d'Alec et Evelyn Waugh. Dans les années 1930, l'entreprise fusionna avec Methuen, association qui en 1955 participa à la constitution de l'Associated Book Publishers, laquelle fut acquise par The Thomson Corporation en 1987. 
Chapman & Hall fut à nouveau vendue en 1998 comme groupe de Thomson Scientific and Professional à Wolters Kluwer, qui revendit sa collection estimée sur les mathématiques et statistiques à CRC Press. En 2009, le nom de Chapman & Hall/CRC est utilisé comme nom de collection pour les livres de science et technologie par Taylor and Francis, du groupe Informa depuis 2004.
L'entreprise fut notamment éditrice de Charles Dickens (de 1840 à 1844 puis de 1858 à 1870) et de William Thackeray. Elle continua à publier des œuvres inédites de Dickens jusqu'au milieu du XXe siècle.

## Source
- (en) Cet article est partiellement ou en totalité issu de l’article de Wikipédia en anglais intitulé « Chapman & Hall » (voir la liste des auteurs).